# المجتمع من أجل الديمقراطية وحقوق الأمم
المجتمع من أجل الديمقراطية وحقوق الأمم (بالروسية: Сообщество за демократию и права народов)‏، المعروف أيضًا باسم كومنولث الدول غير المعترف بها، نادراً ما يسمى CIS-2، هي منظمة دولية توحد عدة دول في الاتحاد السوفياتي السابق، وكلها لها اعتراف محدود من المجتمع الدولي.

## التاريخ
تم التوصل إلى اتفاق حول إنشاء الكومنولث من قبل أربع دول انفصالية هي أبخازيا وأوسيتيا الجنوبية وترانسنيستريا وآرتساخ في عام 2001 أثناء اجتماع وزراء الخارجية الذي عقد في ستيباناكيرت، وهي عاصمة أرتساخ. تأسس المجتمع من أجل الديمقراطية وحقوق الإنسان في 14 يونيو 2006 في سوخومي، (أبخازيا)، من قبل رؤساء ثلاث من هذه الدول: سيرجي باجابش يمثل أبخازيا، وإدوارد كوكويتي ممثلًا لأوسيتيا الجنوبية وإيجور سميرنوف ممثلاً ترانسنيستريا. أرتساخ، التي كانت جزءًا من اتفاقية عام 2001، غادرت في عام 2004 لكنها أصبحت عضوًا في عام 2007. تتمتع الدول الأربع جميعها باعتراف دولي محدود: تطالب جورجيا بأبخازيا وأوسيتيا الجنوبية، وتطالب مولدوفا بترانسنيستريا وأذربيجان بآرتساخ.
في 17 يونيو 2007، وقعت أربع دول من أجل الديمقراطية وحقوق الأمم في تيراسبول - عاصمة ترانسنيستريا - على الإعلان المشترك بشأن مبادئ التسوية السلمية والعادلة للصراع الجورجي الأبخازي والجورجي الأوسيتي والأذري الكرباغي والترانسنيستري المولدوفي. وهو يدعو إلى حظر جميع أنواع الضغوط، مثل الانتشار العسكري، والعزلة الدبلوماسية، والحصار الاقتصادي، أو حروب المعلومات أثناء المفاوضات من أجل حل النزاعات. كما يدعو إلى ضمانات خارجية للتسويات السياسية النهائية لهذه النزاعات.
في 27 سبتمبر 2009 وافق أعضاء المجتمع من أجل الديمقراطية وحقوق الأمم على إلغاء أنظمة التأشيرات لمواطنيهم. ودخلت الاتفاقية حيز التنفيذ بعد شهر واحد من مصادقة البرلمانات الثلاثة عليها. استمر لمدة خمس سنوات، وبعد ذلك تم تمديده تلقائيًا لمدة خمس سنوات أخرى. تستثني هذه الاتفاقية آرتساخ، التي احتفظت بالحق في الانضمام إلى هذه الاتفاقية في وقت لاحق.
اعتبارًا من عام 2017، يبلغ عدد سكان الدول الأعضاء الأربعة مجتمعة 947480 نسمة. حصلت أبخازيا وأوسيتيا الجنوبية على اعتراف من الدول الأعضاء في الأمم المتحدة مثل فنزويلا ونيكاراغوا وناورو وروسيا وسوريا، وكذلك الجمهورية الصحراوية. في غضون ذلك، وعد القادة السياسيون في أبخازيا وأوسيتيا الجنوبية وترانسنيستريا جميعًا بدمج اقتصاداتهم وربما السعي للحصول على العضوية في الاتحاد الأوراسي بقيادة روسيا.

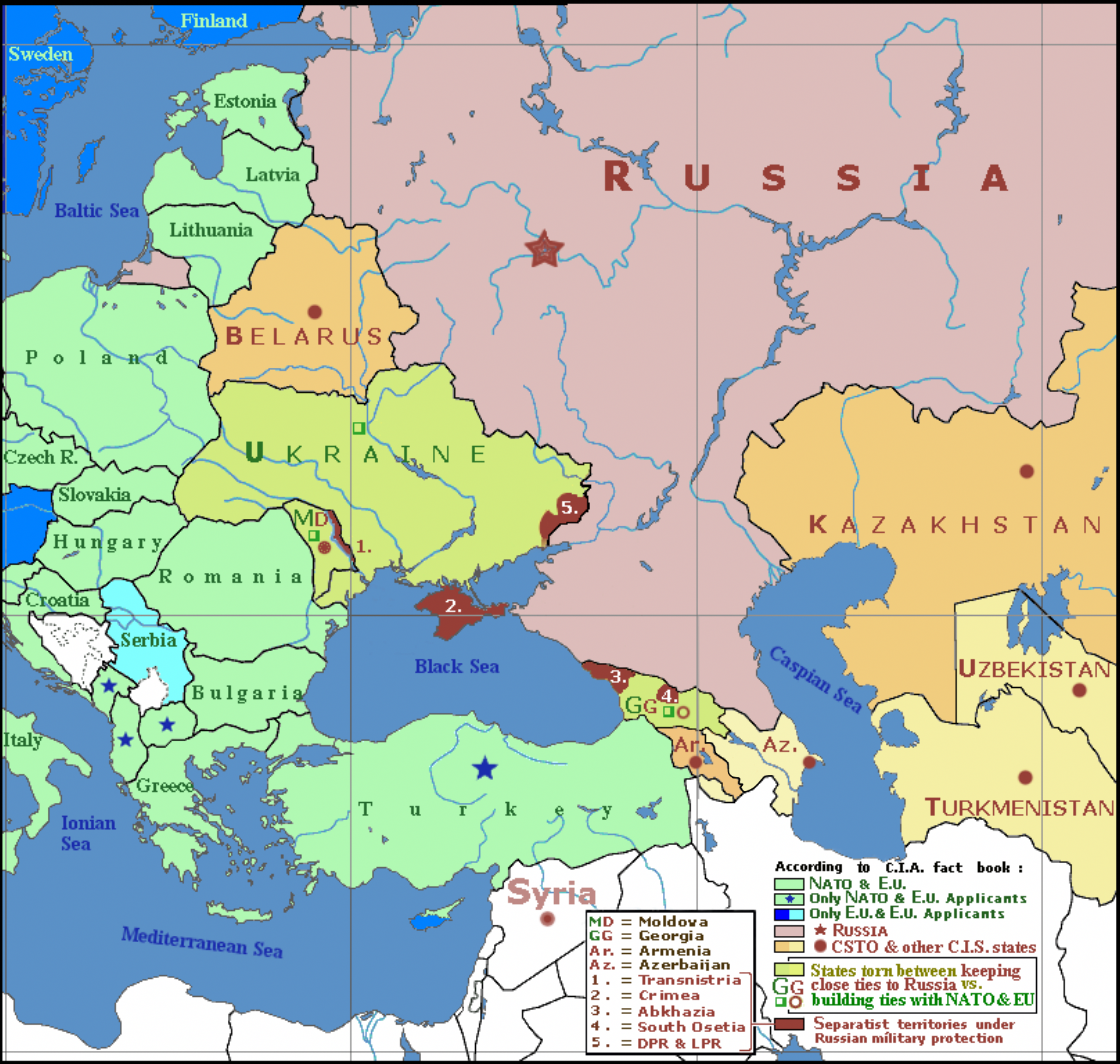
الجغرافيا السياسية لجمهوريات ما بعد الاتحاد السوفياتي والدول المتنازع عليها

## أعضاء
- أبخازيا
- أوسيتيا الجنوبية
- ترانسنيستريا

## الأعضاء السابقون
- جمهورية مرتفعات قرة باغ (2007-2023)

## المراكز الإدارية
- سوخومي (أبخازيا)
- تسخينفالي (أوسيتيا الجنوبية)
- تيراسبول (ترانسنيستريا)

## روابط خارجية
- مجتمع من أجل الديمقراطية وحقوق الإنسان - الموقع الرسمي باللغة الروسية
- بيان مشترك صادر عن بريدنيستروفي وأبخازيا وأوسيتيا الجنوبية